# Lophopleurella
Lophopleurella is een geslacht van weekdieren uit de klasse van de Gastropoda (slakken).

## Soort
- Lophopleurella capensis (Thiele, 1912)